# Margaretha Krook
Margaretha Knutsdotter Krook (født 15. oktober 1925 i Stockholm, død 7. maj 2001 samme sted) var en svensk skuespillerinde. Hun regnes som en af de mest betydningsfulde svenske skuespillere i det 20. århundrede, hvor hun havde talent for både drama og komedie.

## Liv og karriere
Krook blev født i Stockholm, men voksede op i Norrtälje. Efter en tid som stewardesse uddannede hun sig på Dramatens elevskola. Blandt hendes klassekammerater var Jan-Olof Strandberg, Allan Edwall, Max von Sydow og Jan Malmsjö m.fl.
Krook nåede i sin karriere at optræde i eksempelvis film af Tage Danielsson, der inkluderede Manden, som holdt op med at ryge (1972) og Picassos eventyr (1978). I 1976 vandt hun en Guldbagge for sin præstation i Slip fangerne løs, det er forår! (1975). Hendes sidste filmrolle var i animationsfilmen Karlsson på taget, der er instrueret af Vibeke Idsøe. Krook nåede at levere sine replikker, men døde af lungekræft i maj 2001, kun et år før premieren i 2002. Hun blev 75 år gammel.
Margaretha Krook ligger begravet i mindelunden på Galärvarvskyrkogården i Stockholm.

## Udvalgt filmografi
- Kun en mor (1949)
- Frøken Julie (1951)
- Barabbas (1953, ukrediteret)
- Livets under (1958, ukrediteret)
- Topaze (tv-film, 1963)
- Adam og Eva (1963)
- Bryllupsnatten (1964)
- Er svenskerne sådan (1964)
- Jag (1966)
- Træfrakken (1966)
- Persona (1966)
- Hvad unge mænd har brug for (1966)
- Boghandleren som holdt op med at bade (1969)
- Slumstormerne (kortfilm, 1971)
- Manden, som holdt op med at ryge (1972)
- Slip fangerne løs, det er forår! (1975)
- Picassos eventyr (1978)
- En vandring i solen (1978)
- Sverige åt svenskarna (1980)
- Skrald (1981)
- Brusten himmel (1982)
- De flyvende djævle (1985)
- Ærter og knurhår (1986)
- Gösta Berlings saga (tv-serie, 1986)
- Jönssonligan på Mallorca (1989)
- Den gode vilje (1992)
- Gossip (2000)
- Karlsson på taget (animationsfilm, 2002)